# Hochschule für Gestaltung

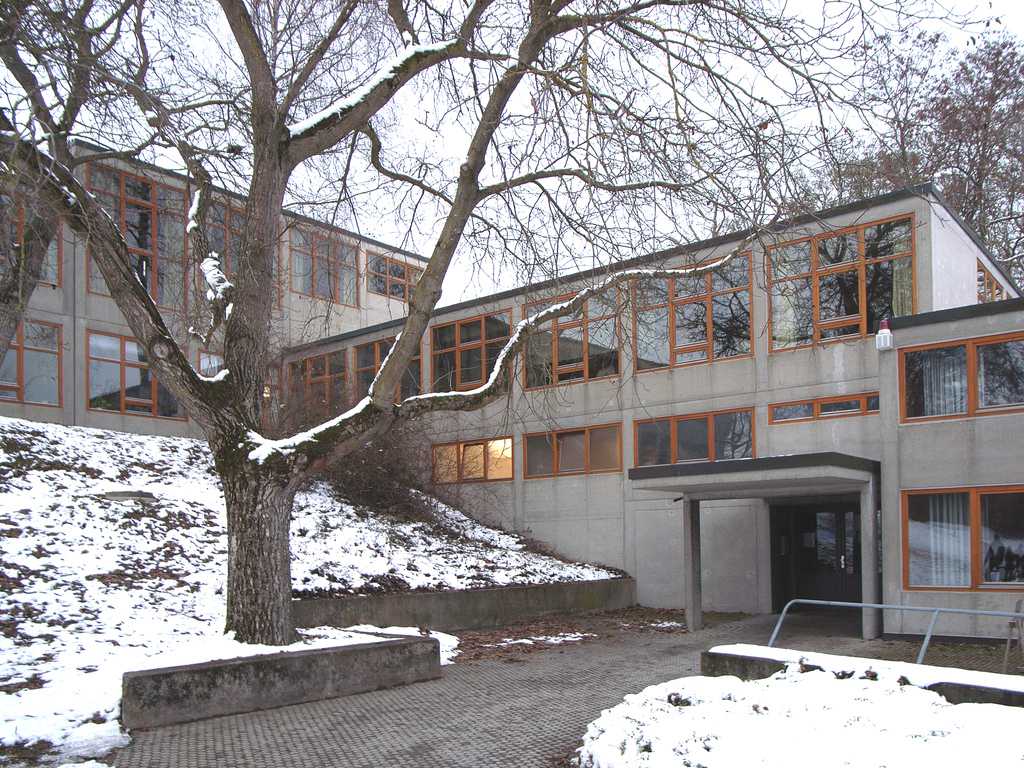
Edificio de la HfG de Ulm diseñado por Max Bill y terminado en 1955.

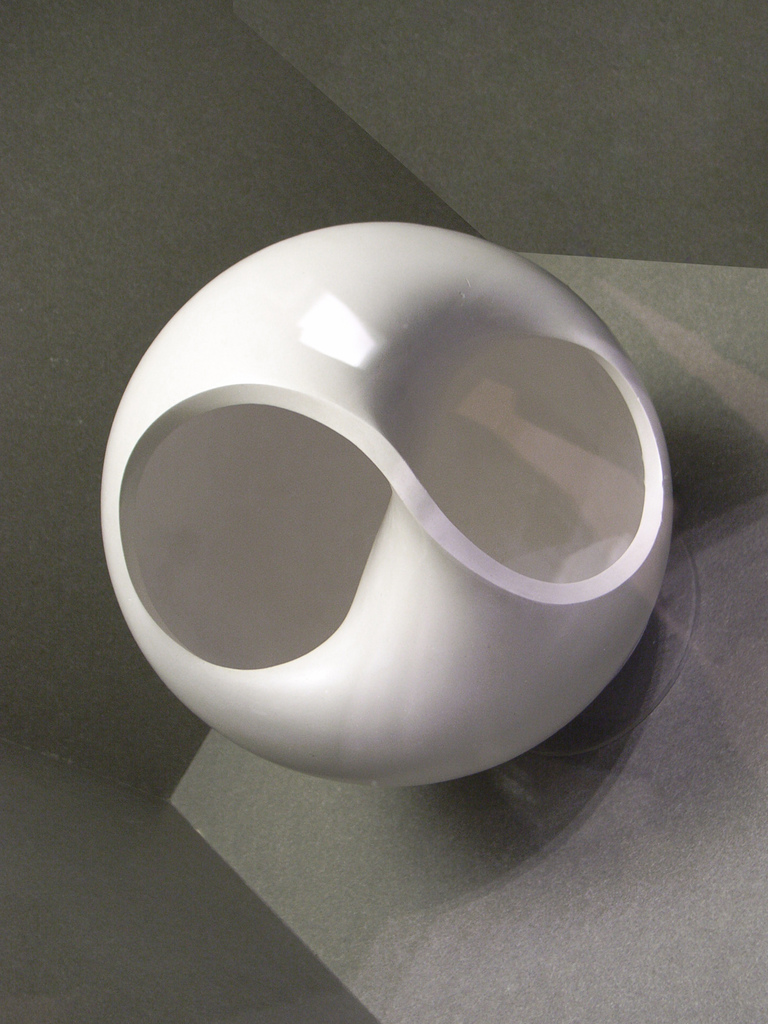
Maqueta para el estudio de la forma continua del taller de Tomás Maldonado.

La Hochschule für Gestaltung (escucharⓘ; abrev. HfG; trad. 'Escuela Superior de Proyectación'), más conocida como Escuela de Ulm fue una escuela universitaria de diseño radicada en Ulm, Alemania. 
Fue fundada en 1953, entre otros, por Inge Aicher-Scholl, Otl Aicher y Max Bill, este último, primer rector de la escuela. La HfG ganó rápidamente el reconocimiento internacional. Durante su funcionamiento fueron investigados y puestos en práctica nuevos enfoques en el diseño, dentro de los departamentos de Comunicación Visual, Diseño Industrial, Construcción, Informática, y, más tarde, de Cinematografía. 
El edificio de la HfG fue diseñado por Max Bill y sigue siendo hoy en día un edificio importante y funcional dentro del campus de la Universidad de Ulm. La HfG fue una de las más progresistas instituciones de enseñanza del diseño y el diseño ambiental en las décadas de los 50 y 60, pionera en los estudios y del perfil profesional del diseñador de hoy en día.
La historia de la HfG se formó por medio de la innovación y el cambio, en consonancia con la propia imagen de sí misma de escuela como una institución experimental. Esto dio lugar a innumerables modificaciones en el contenido, la organización de las clases, y a los continuos conflictos internos que influyeron en la decisión final del cierre de la HfG en 1968.

## Historia

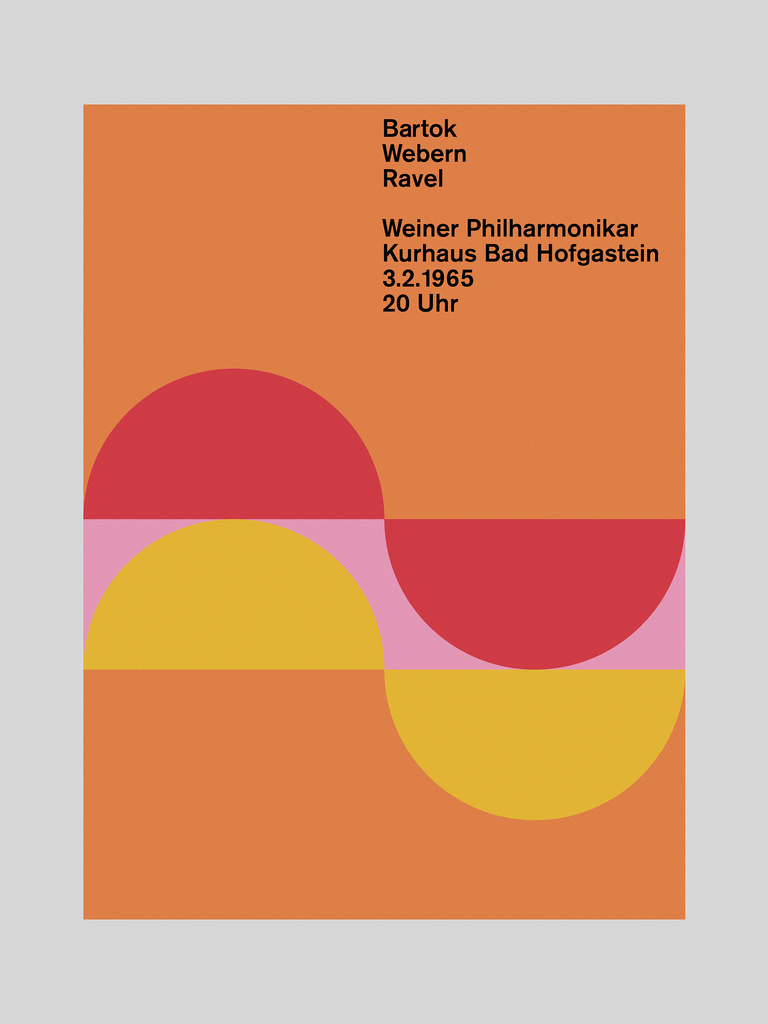
Póster de la HfG diseñado por Margarete Kögler en la clase de Otl Aicher.

### Contexto histórico político y primeros años
Los años de posguerra, entre 1945 y 1952 en Alemania Occidental estuvieron caracterizados por fuertes planes de reestructuración y financiamiento, como el Plan Marshall. 
Los orígenes de la HfG se remontan a una iniciativa por parte de la "Fundación Hermanos Scholl". La fundación fue creada en 1950 por Inge y Grete Scholl en memoria de sus hermanos Sophie y Hans Scholl, miembros del grupo de resistencia "Rosa Blanca", ejecutados en 1943 por el régimen nazi. 
En 1946, Inge Scholl, junto con Otl Aicher y un grupo de jóvenes intelectuales, plantea crear una institución de enseñanza e investigación que vinculara la actividad creativa con la vida cotidiana y que tuviera como objetivo colaborar en la reconstrucción cultural de una sociedad moralmente destruida por el nazismo y la Segunda Guerra Mundial. El proyecto se financió gracias al aporte de un millón de marcos por parte de John McCloy, que Scholl consiguió para la fundación a través de los contactos que poseía con Max Bill, Walter Gropius y los Estados Unidos; además recibió el apoyo financiero por parte del Gobierno Federal, local, de contribuciones privadas y de las industrias.

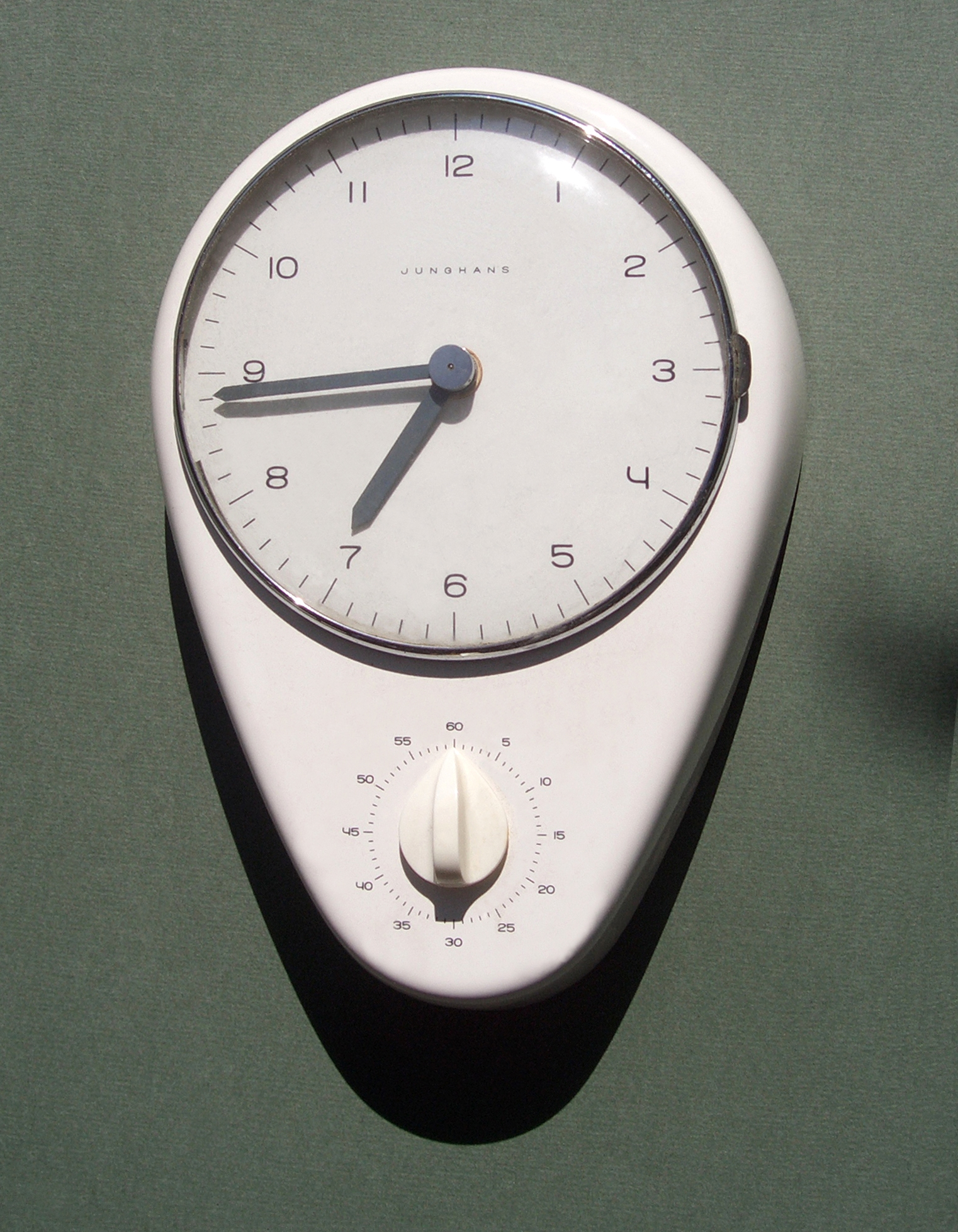
Reloj diseñado por Max Bill durante su paso por la HfG.

El 1 de abril de 1953 comenzó a funcionar la nueva institución universitaria con Max Bill, exalumno de la Bauhaus, como rector. El 3 de agosto de ese mismo año comenzó a funcionar en el edificio de la escuela secundaria pública de Ulm con un cuerpo docente integrado por Hans Gugelot, Otl Aicher, Tomás Maldonado, Friedrich Vordemberge-Gildewart y Walter Zeischegg. Entre los profesores se encontraban Walter Peterhans, Johannes Itten, y Helene Nonné-Schmidt.
La enseñanza estaba basada en un plan de estudios de cuatro años. El primer año estaba dedicado al curso básico y luego se elegía una especialidad entre diseño de producto, comunicación visual, construcción, información (que duró hasta 1962) y cinematografía, que hasta 1961 perteneció al departamento de comunicación visual y desde 1962 se independizó.
En 1953 comenzó a construirse el edificio, diseñado por Max Bill, cuya inauguración se produjo el 2 de octubre de 1955. El edificio de la HfG fue uno de los primeros en Alemania, construidos en hormigón con estructura reforzada, con talleres espaciosos, dormitorios para estudiantes y una cafetería. Los interiores y el mobiliario eran flexibles para el uso de la universidad. Hoy, las instalaciones siguen siendo parte de la facultad de Medicina de la Universidad de Ulm.

### Conflictos internos

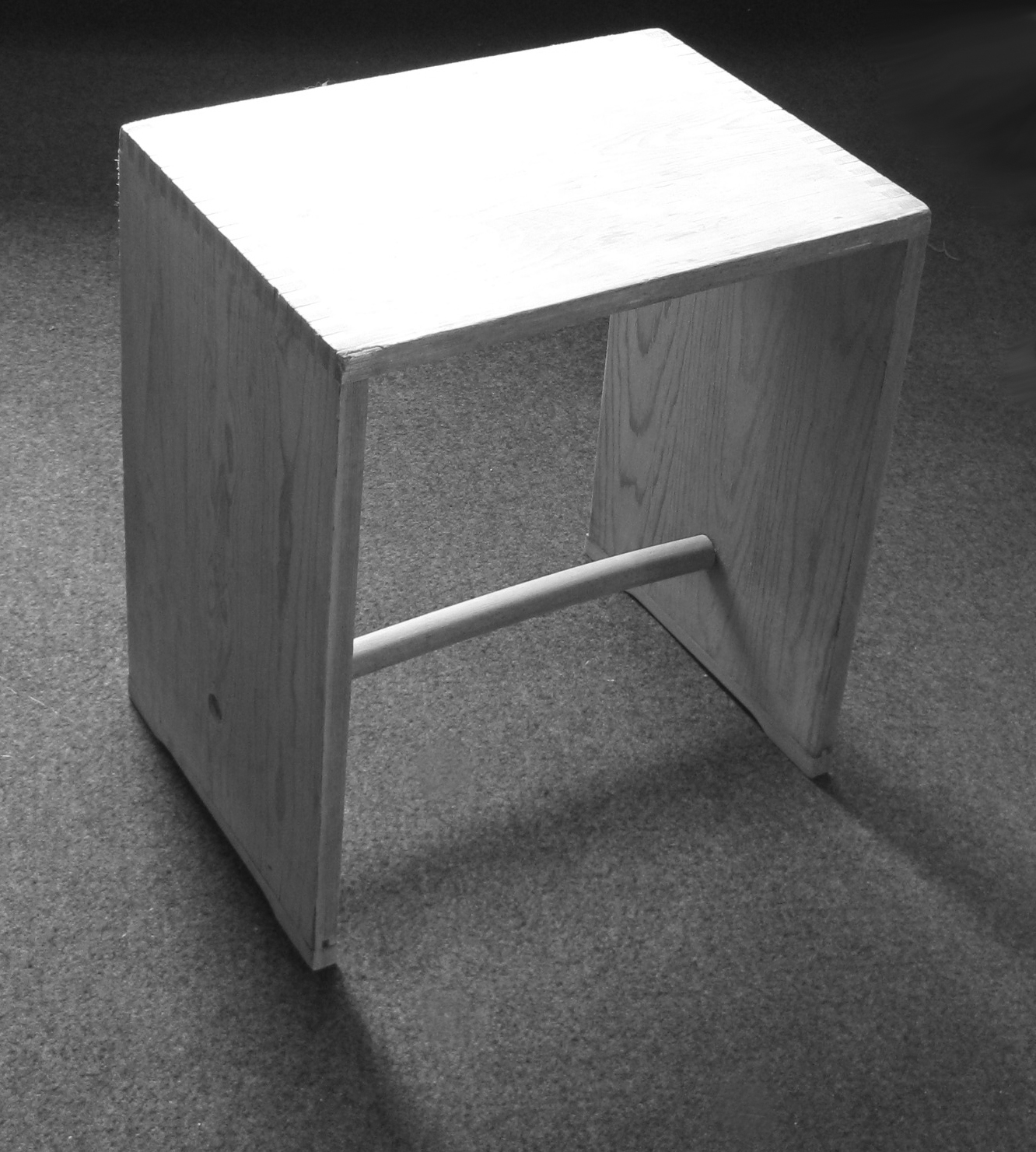
Banqueta diseñada por Max Bill. Este versátil mobiliario de diseño funcional fue usado para múltiples propósitos en los talleres de la HfG de Ulm.

En 1955 Max Bill renunció como rector, debido a los cambios en su cuerpo del desarrollo académico y a las divergencias en la concepción didáctica de la escuela. Finalmente en 1957 abandonó la escuela, y Tomás Maldonado ocupó su lugar. Max Bill favoreció una enseñanza basada en la continuación del modelo expresionista de la Bauhaus, basado en el modelo Arts and Crafts, en el cual el artista-diseñador tomaba un papel importante en el desarrollo del producto como dador de forma. Otros docentes, sobre todo los de cursos teóricos, buscaban hacer énfasis en la tecnología de los materiales, en la teoría y los métodos de producción. 
Entre estos se encontraba Tomás Maldonado, quien consideraba al diseño como un proceso sistematizable de manera científica y no intuitiva. Consideraba que el diseño no es un arte y el diseñador no es necesariamente un artista. Las consideraciones estéticas ya no eran la base conceptual del diseño. El profesional diseñador sería entonces un "Coordinador", con la responsabilidad de coordinar con un gran número de especialistas, los requerimientos más variados de fabricación y del uso de productos. Bajo la conducción de Maldonado, la escuela abandonó las directrices de Max Bill y propuso una nueva filosofía de la educación a partir de los fundamentos de un "operacionalismo científico".

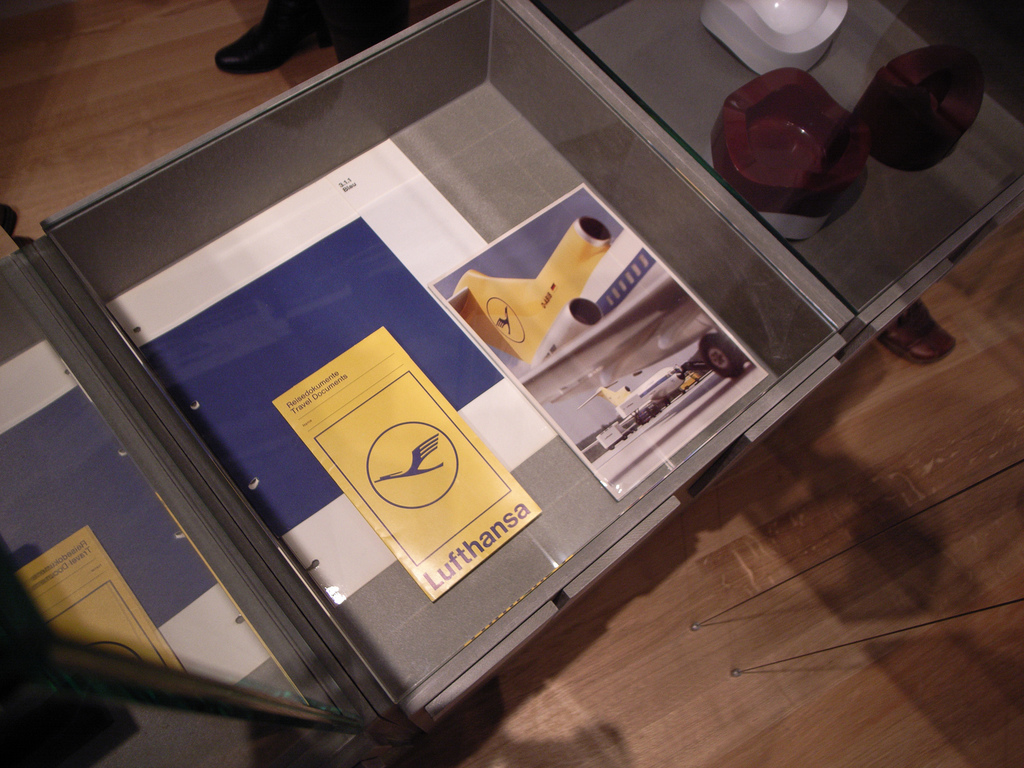
Diseño de la identidad corporativa para Lufthansa.

La salida de Max Bill anunció una nueva fase: la creación de los "grupos de desarrollo" que se crearon específicamente para crear vínculos con la industria. Muchos de los diseños resultantes entraron en producción de inmediato, entre los de mayor éxito fueron los equipos de audio para la empresa Braun, la identidad corporativa de la compañía aérea alemana Lufthansa occidental, y los trenes elevados para el ferrocarril de Hamburgo. Estas comisiones industriales trajeron una riqueza de experiencia en la enseñanza e influyó decisivamente en la escuela y su reputación.
En el otoño de 1958 se celebró una gran exposición en la HfG. Cinco años después de su inauguración, la HfG se presentó al público en general, por primera vez, mostrando tanto las creaciones realizadas en los talleres como la labor de los profesores. Ese mismo año también se publicó el primer número de la revista "ulm" de la HfG, que fue publicado en alemán e inglés, hasta el cierre de la escuela.
La enseñanza académica siguió evolucionando durante la década de 1960. Docentes como el matemático Horst Rittel, el sociólogo Hanno Kesting, y el diseñador industrial Bruce Archer se manifestaron a favor de una metodología basada estrictamente en las operaciones matemáticas y estudios analíticos, por ejemplo, sobre la ergonomía o el análisis de negocio. Este cambio de dirección produjo conflictos internos. Otl Aicher, Hans Gugelot, Walter Zeischegg, y Tomás Maldonado se resistieron a este desarrollo y alegaron en cambio que el diseño tenía que ser algo más que un «método de análisis».

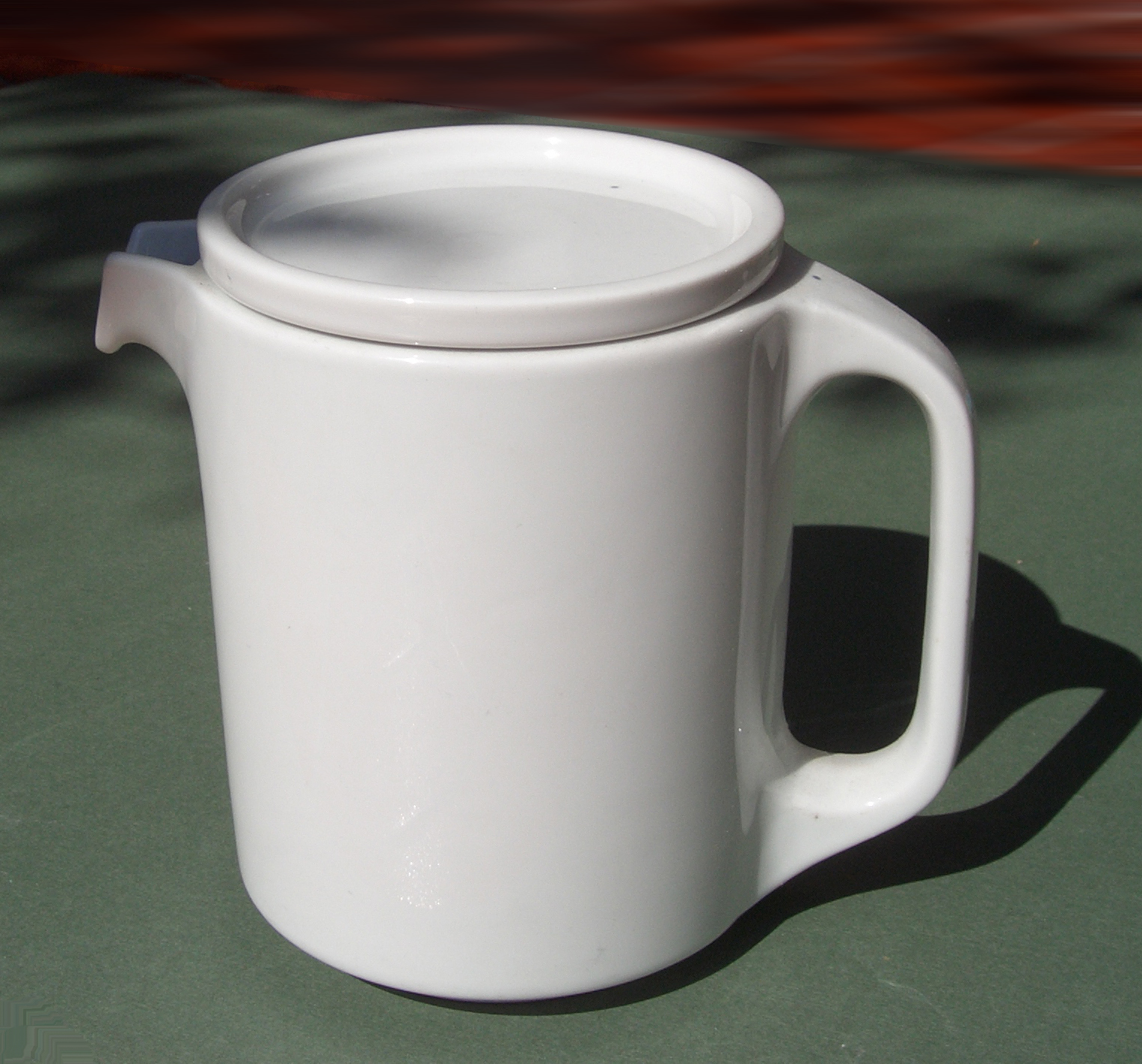
Jarra que formaba parte de una vajilla apilable para hoteles diseñada por Hans Nick Roericht para su trabajo de tesis durante 1958 y 1959.

La consecuencia de este debate fue una gran exposición itinerante, que fue mostrada inicialmente en Ulm y Stuttgart en 1963, y más tarde en la Neue Sammlung de Múnich y en el Stedelijk Museum de Ámsterdam. La muestra tenía en objetivo de presentar los resultados del trabajo creativo realizado en las clases de la HfG. Además de las consecuencias fundamentales del debate, se introdujeron cambios en la constitución y la reintroducción de un solo rector en sustitución de la junta de gobernantes que dirigía la HfG desde la salida de Max Bill.

### Cierre de la HfG
Las disputas internas sobre la dirección de los planes de estudios, dieron lugar a una operación de prensa en 1963 para atacar contra la HfG. El parlamento de Baden-Wuerttemberg, debatió reiteradamente si la escuela merecía las subvenciones. Los problemas eran cada vez más frecuentes. Luego de la afiliación de la HfG a la escuela de ingeniería, el precursor de la universidad, las subvenciones federales fueron suprimidas y la situación financiera se volvió insostenible.
Al cesar las subvenciones, la fundación Hermanos Scholl comenzó a endeudarse. Durante 1968 algunos profesores fueron despedidos debido a la difícil situación financiera y el número de clases se vio reducido. En noviembre, el parlamento regional votó a favor para retirar toda la financiación, en consecuencia, la escuela fue cerrada en medio de protestas a finales de ese mismo año.

## Plan de estudios

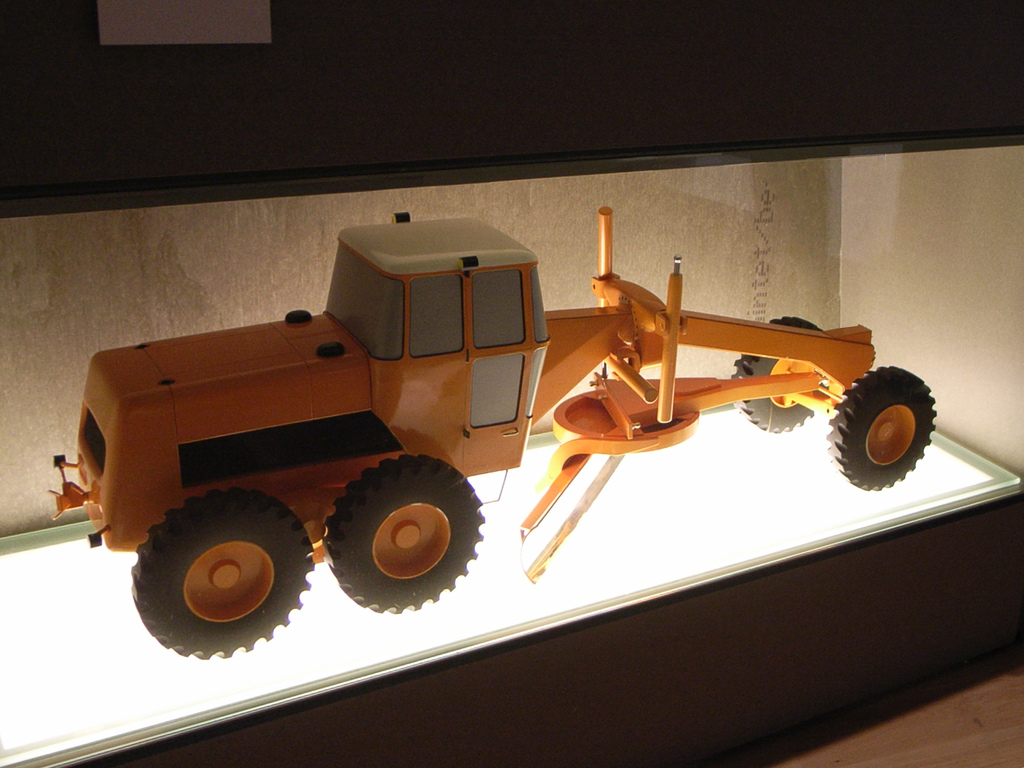
Vehículo diseñado por Klaus Krippendorff para el proyecto final de graduación de Diseño de Producto.

El plan de estudios duraba 4 años. El primero de los años estaba dedicado al curso básico (Vorkurs) que estaba destinado a compensar el déficit de la enseñanza primaria y secundaria en cuanto a las actividades proyectuales y la creatividad. 
Los 2 años siguientes se destinaban a la especialización electiva: Diseño industrial (Produktform y más tarde Produktgestaltung), Industrialización constructiva (llamada Architektur al principio), Comunicación visual e Información, y más tarde se agregó Cinematografía. 
El último año estaba destinado a la tesis de grado. El plan estaba sujeto a las investigaciones que se hacían en cuanto a las nuevas aproximaciones al diseño y que luego eran puestas en práctica en cada departamento de las especialidades. El plan contenía materias de carácter científico: Análisis matemático, análisis vectorial, análisis de matrices, programación lineal, topología, cibernética, teoría de los algoritmos, antropología, psicología experimental, etc.

### Curso básico
Los estudiantes de todas las carreras compartían un mismo curso básico, que duraba un año. Este curso era obligatorio antes de pasar a una de las cuatro especialidades que ofrecía la institución. Durante su existencia, el curso básico experimentó una evolución no solo en su planteamiento pedagógico sino también en la contribución a los objetivos sociales de la escuela. Las enseñanzas transitaron por procesos más intuitivos en sus inicios hasta momentos donde el enfoque dominante estaba estrictamente gobernado por la metodología. Los contenidos del curso eran los siguientes:
- Metodología visual: consistía en experimentos en dos y tres dimensiones sobre la base de las percepciones y enseñanzas de la simetría y la topología.
- Talleres: de madera, metal, plástico, fotografía, etc.
- Presentación: dibujo constructivo, escritura, lenguaje, dibujo a mano alzada, etc.
- Metodología: introducción a la lógica, las matemáticas, combinatorias y topología.

### Departamento de Diseño de Producto

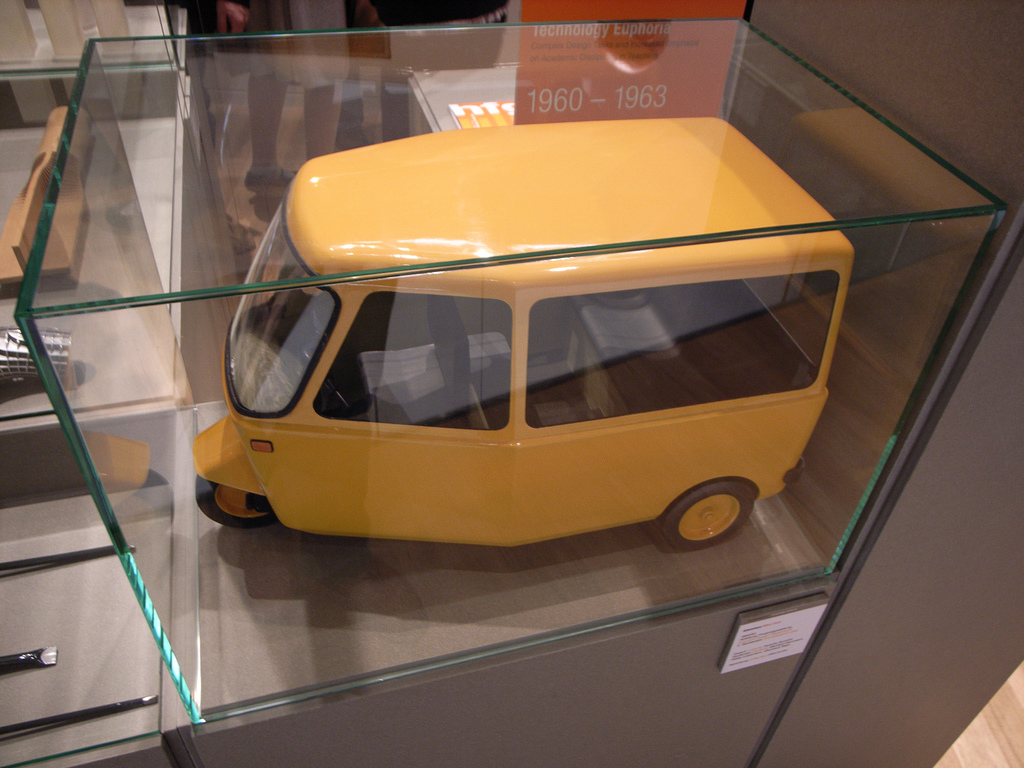
Proyecto Scooter-Furgoneta del segundo año de Diseño de Producto.

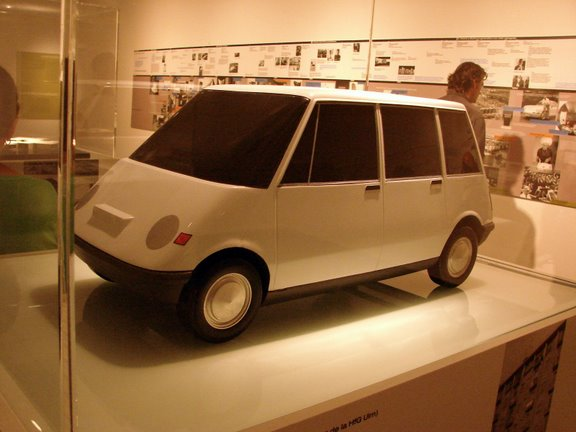
Diseño de carrocería "autonova-fam" Michael Conrad, Pio Manzù (ambos egresados de la escuela HfG de Ulm) y Fritz Busch (crítico de automóviles).

El departamento de Diseño de Producto fue el que tuvo mayores logros y el que modificó radicalmente la visión del diseño industrial. El desarrollo de nuevos métodos productivos durante la segunda posguerra hizo que la problemática del diseñador dejara de enfocarse en el punto de vista artístico de la profesión. Por lo tanto, la enseñanza puso más énfasis en las disciplinas científicas y tecnológicas, más acorde a la época, para operar sobre los procesos de la producción industrial que determinan la calidad final del producto.
- Instrucción en la manufactura: Diseño de producto, organización operativa, procedimientos de procesos, cálculos.
- Tecnologías: Metales ferrosos, no ferrosos, madera, plásticos y tecnologías de conformación.
- Técnicas constructivas.
- Análisis matemático de operaciones: Teoría de grupos, estadística, estandarización.
- Teorías científicas.
- Ergonomía: Sistemas hombre-máquina.
- Mecánica: Kinemática, dinámica, estática.
- Derechos de autor y miscelánea.

### Departamento de Comunicación Visual
Al comienzo el departamento se denominó Diseño Visual, pero rápidamente quedó claro que su objetivo era resolver problemas de diseño en el área de comunicación de masas, por lo que en el año académico 1956/56 el nombre cambió por el de Departamento de Comunicación Visual. 
En el programa de estudios estaban el desarrollo y la aplicación de reportes visuales, sistemas de noticias y su transmisión. Se abocó al campo de la planificación y el análisis de los medios modernos de comunicación, con clara distinción de las artes ilustrativas. Este departamento trabajó estrechamente con el Departamento de Información. Aunque la HfG se distanció de una posible afiliación con la publicidad, allí eran entrenados los publicistas para trabajar en los medios de comunicación de masas, prensa, radio, televisión y cine. 
La HfG trabajó primordialmente en el área de la comunicación no persuasiva, en campos como los sistemas de signos de tráfico, planos para aparatos técnicos, o la traducción visual de un contenido científico.

## Didáctica de la escuela

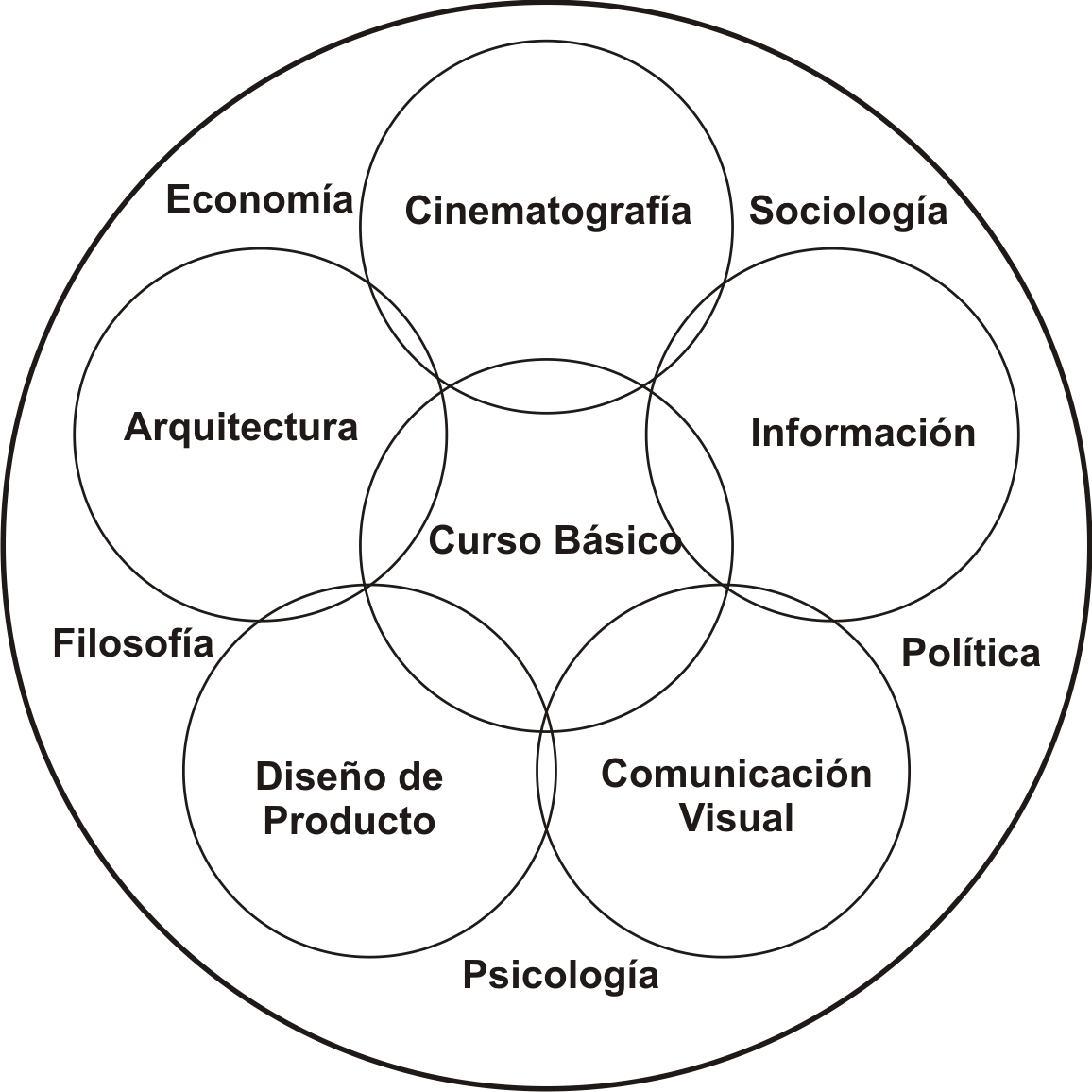
Esquema pedagógico de la HfG de Ulm. La escuela de diseño se caracterizó por formular un esquema de enseñanza basado en el arte y la ciencia.

En los primeros años de funcionamiento, y con la dirección de Max Bill, la didáctica de la escuela estaba orientada según los principios de la Bauhaus, donde el diseñador tenía un perfil más artista que científico. A partir de las discrepancias con otros profesores y los postulados de Tomás Maldonado, la escuela desvió su ideología hacia un terreno más metodológico y estructurado. Esto trajo consigo una precisión del programa lectivo y del Curso Básico y con ello una introducción consolidada de las disciplinas teóricas. La nueva concepción dio paso al así llamado "modelo de ulm", que ha influido mundialmente la formación en diseño hasta la actualidad.
Según Gui Bonsiepe, "el proceso de pasar de una concepción precientífica, hacia una concepción científica del diseño no fue nada fácil, a veces incluso traumático, tanto para los docentes como para los alumnos. Hay que recordar que la mayoría de los docentes de diseño tenían una experiencia artística. No eran científicos con una medalla académica, por lo menos no poseían una calificación formal. Su mérito era haber iniciado una aproximación entre diseño y ciencia". Los profesores que fueron llegando más tarde, fomentaron la oposición entre ciencia y diseño, incluso subordinándolo a este último. Mientras, se alimentaron los distintos conflictos internos que se sucedieron en la escuela, que por otra parte fueron los que según Gui Bonsiepe "pusieron sobre el tapete esta problemática que ayudó a desmitificar el proceso proyectual y su enigmática creatividad".

## Colaboración con la Braun

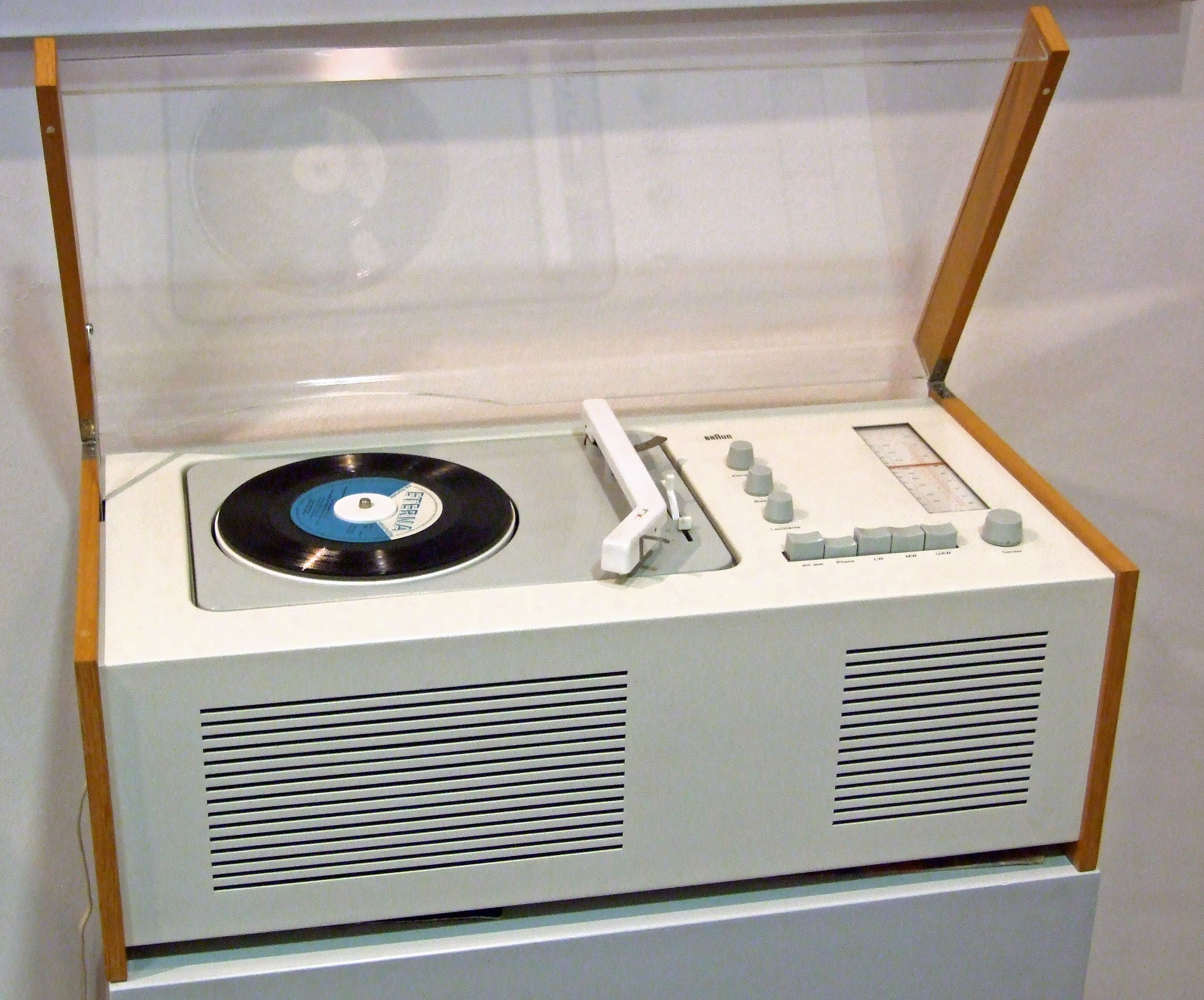
Tocadiscos Braun SK4 diseñado por Hans Gugelot en colaboración con Dieter Rams.

A mediados de la década de los 50s, la HfG y la Braun, comenzaron una etapa de colaboración. La Braun necesitaba destacarse entre la competencia por lo que acude a Otl Aicher, Hans Gugelot, y sus alumnos para que trabajaran en nuevos diseños para que la empresa los fabricara. Con esta colaboración se desarrolló el estilo Braun que, según Tomás Maldonado, "se diferenciaba del estilo Olivetti, por que éste buscaba la unidad en la variedad, mientras que el estilo Braun buscaba la unidad en el producto y su coherencia con otros productos. Y precisamente por esto, el estilo Braun constituye un formidable banco de prueba para la concepción de la Gute Form, como alternativa al Styling."

## Legado
Hasta la fundación de la HfG de Ulm, no había ninguna sistematización del diseño. La escuela fue pionera en la integración de la ciencia y el diseño, y de una pedagogía del diseño basada en la ciencia: la reflexión sobre los problemas, los métodos de análisis y de síntesis, la elección y fundamentación de alternativas proyectuales, el acento en las disciplinas científicas y técnicas y una estrecha relación con la industria. Muchos de los criterios desarrollados en Ulm son todavía válidos, sobre todo en el área de diseño tecnológico. Otros fueron poco prácticos y fueron superados.